# Filmoteca de Extremadura
La Filmoteca de Extremadura es una institución cultural creada en 2003 dedicada a la conservación, estudio y difusión del patrimonio cinematográfico de Extremadura.  Su sede se encuentra en el Palacio Luisa de Carvajal de Cáceres, si bien cuenta con tres salas más en las ciudades de Badajoz, Mérida y Plasencia.